# میشه‌لی، خواجه‌لی
میشه‌لی (ترکی آذربایجانی: Meşəli) یک منطقهٔ مسکونی در جمهوری آرتساخ است که در استان آسکران واقع شده‌است.